# 107 Camilla
107 Camilla este un asteroid din centura principală, descoperit pe 17 noiembrie 1868, de Norman Robert Pogson.